# Tour de l'Horloge (Brighton)
Pour les articles homonymes, voir Tour de l'Horloge.
La tour de l'Horloge (anglais : Clock Tower) est une tour horloge située à Brighton et Hove dans le Sussex de l'Est en Angleterre (Royaume-Uni).

## Histoire
Lorsque la reine Victoria célébra son Jubilé d'or, de nombreuses villes et cités du Royaume-Uni et du Commonwealth décidèrent la construction d'une « horloge du Jubilé » (En : Jubilee Clock) pour fêter l'événement. James Willing, un entrepreneur local dans le secteur de la publicité, décidât de faire bâtir une de ces horloges à Brighton. Il fit personnellement un don de 2 000 £. La ville organisa un concours d'architecture, et John Johnson, un architecte Londonien, le remportât. La tour fut finie au début de l'année 1888 et dévoilée le 20 janvier de cette même année, le jour des 70 ans de Willing.
L'ingénieur britannique Magnus Volk, originaire de la région de Brighton, à l'origine de la Volk's Electric Railway (en) à Brighton, la plus ancienne ligne de chemin de fer électrique au Royaume-Uni, et du bac roulant de Brighton, entreprit la construction d'une boule horaire pour la tour de l'horloge peu après son inauguration. La boule en cuivre montait et descendait un mât de 4,9 m de haut, par le biais d'un système hydraulique. Elle fut arrêtée après quelques années d'utilisation à la suite des nombreuses plaintes dues au bruit qu'elle produisait.
La tour est aujourd'hui considérée comme l'un des monuments les plus emblématiques de Brighton. Bien que menacée de destruction à maintes reprises, sa popularité parmi les Brightoniens lui valut sa protection au titre des monuments classés (Grade II) de l'English Heritage Trust le 26 août 1999.

## Architecture

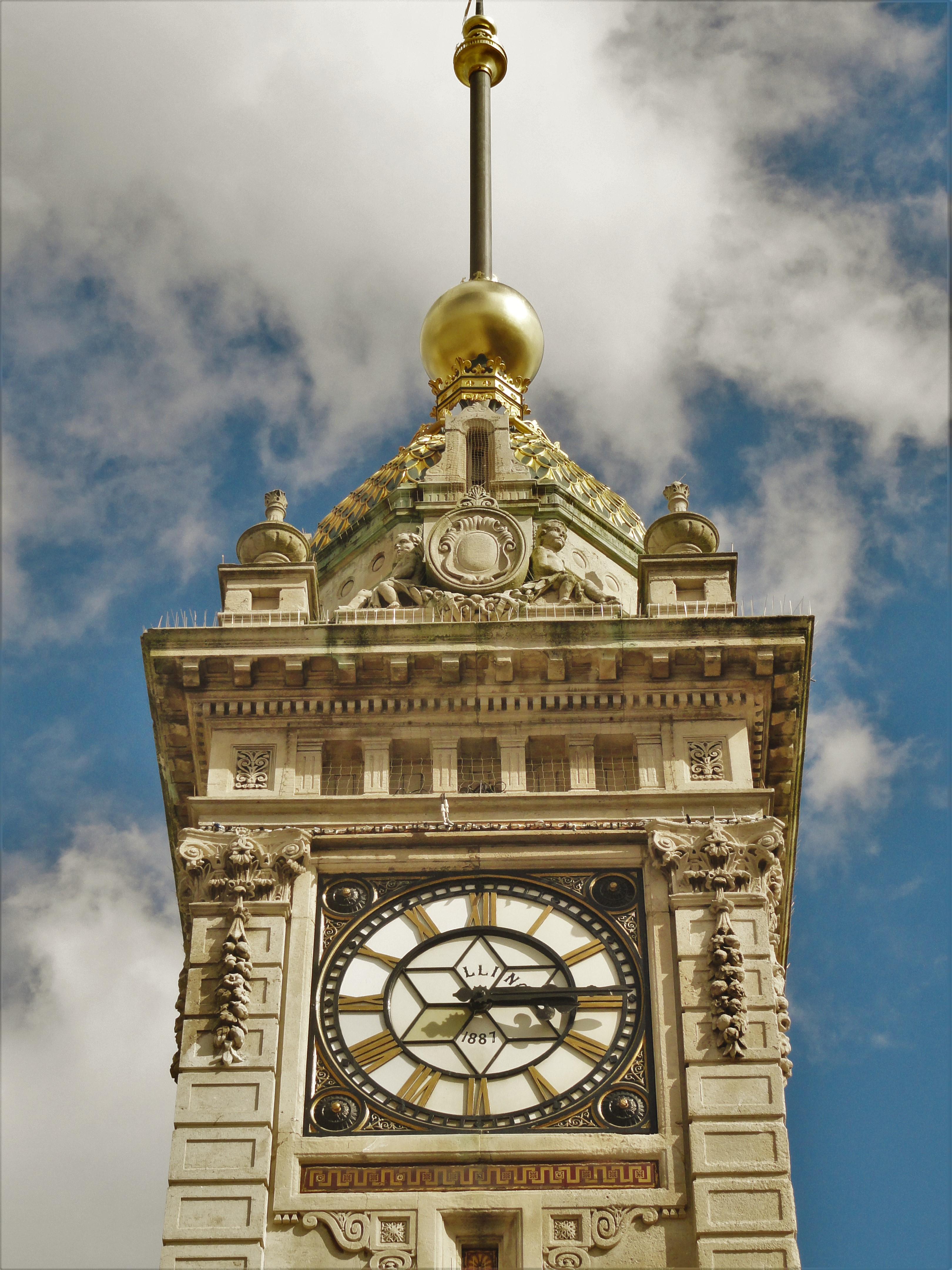
Gros-plan sur l'horloge avec la boule horaire en position basse

De style classique et baroque, la tour s'élève à 23 m (75 pieds) et le mât qui la domine l'allonge de 4,9m (16 pieds). Les quatre cadrans de l'horloge ont un diamètre de 1,5 m (5 pieds). Les mentions JAMES WILLING et 1887 apparaissent sur les cadrans. La base de forme carrée ainsi que les colonnes corinthiennes sont faites de granite rose, alors que le reste de la structure est faite de pierre de Portland. De chaque côté, les colonnes s'élèvent à mi-hauteur et sont surmontées de frontons avec des bases ajourées en-dessous desquelles sont sculptées des formes en spirale et la forme du bordé d'un navire. Des inscriptions gravées sur chaque navire indiquent leur direction : dans le sens des aiguilles d'une montre, en commençant par le nord, elle montre TO THE STATION (en direction de la gare de Brighton), TO KEMP TOWN (en direction de Kemp Town), TO THE SEA (en direction de la mer), TO HOVE (en direction de Hove). En dessous de ces inscriptions, chaque côté possède une arche renfoncée sous laquelle se trouve un médaillon en mosaïque représentant chacun d'eux, un membre de la famille royale britannique de l'époque. Aux angles de la base, se trouvent des statues taillées représentant des figures féminines. Au-dessus des frontons, les murs de style bugnato, sont décorés de pilastres, et d'une frise ayant la forme de balustres notamment. Au-dessous de la frise, une corniche délicatement ornée de tourelles à chaque angle, et surmontée par un dôme couvert d'un toit en écailles cuivrées, la boule horaire, et une girouette, portant les initiales de James Willing.